# Lönguhlíðarfjall
Lönguhlíðarfjall är ett berg i republiken Island. Det ligger i regionen Norðurland eystra, 230 km nordost om huvudstaden Reykjavík. Toppen på Lönguhlíðarfjall är 855 meter över havet.
Trakten runt Lönguhlíðarfjall är nära nog obefolkad, med mindre än två invånare per kvadratkilometer. Närmaste större samhälle är Akureyri, omkring 17 kilometer öster om Lönguhlíðarfjall. Trakten runt Lönguhlíðarfjall består i huvudsak av gräsmarker.